# Six Jours de Maryborough
Les Six Jours de Maryborough sont une course cycliste de six jours disputée à Maryborough, en Australie. Trois éditions sont organisées entre 1961 et 1967.

## Palmarès
| Année   | Vainqueur                      | Deuxième                     | Troisième                 |
| ------- | ------------------------------ | ---------------------------- | ------------------------- |
| 1961    | Bruce Clarke Robert Ryan       | Jim Cross William Lawrie     | John Perry Keith Reynolds |
| 1962    | Jim Luttrell Ronald Murray     | Rocky Maher Sydney Patterson | Orazio Damico Nino Solari |
| 1963-66 | Non-disputés                   |                              |                           |
| 1967    | Sydney Patterson Barry Waddell | Keith Oliver Robert Ryan     | Vic Browne Ian Stringer   |